# 10270 Skoglöv
10270 Skoglöv eller 1980 FX3 är en asteroid i huvudbältet som upptäcktes den 16 mars 1980 av den svenske astronomen Claes-Ingvar Lagerkvist vid La Silla-observatoriet i Chile. Den är uppkallad efter den svenske astronomen Erik Skoglöv.
Asteroiden har en diameter på ungefär 3 kilometer.